# Julius Klaucke

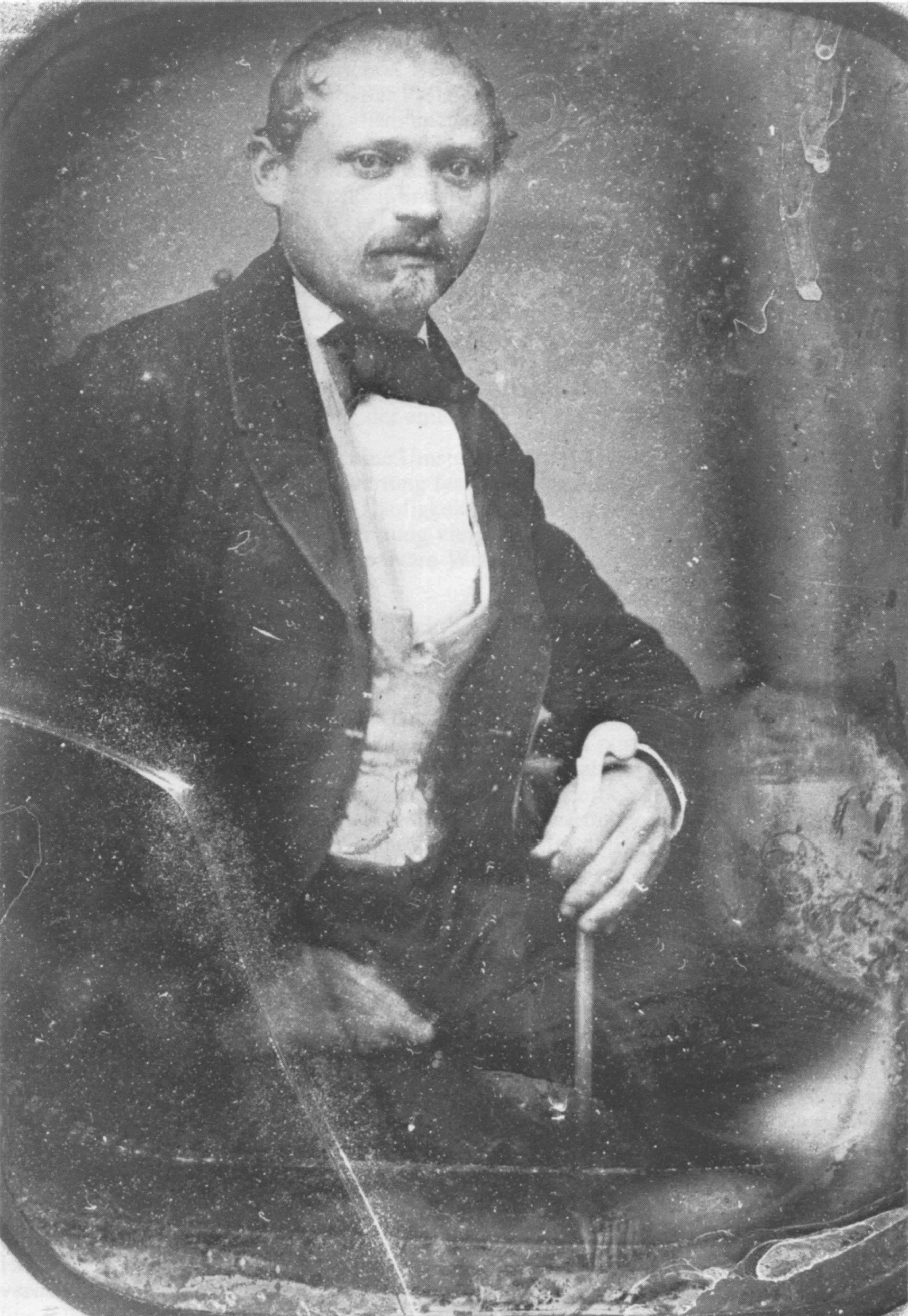
Julius Klaucke, 1855

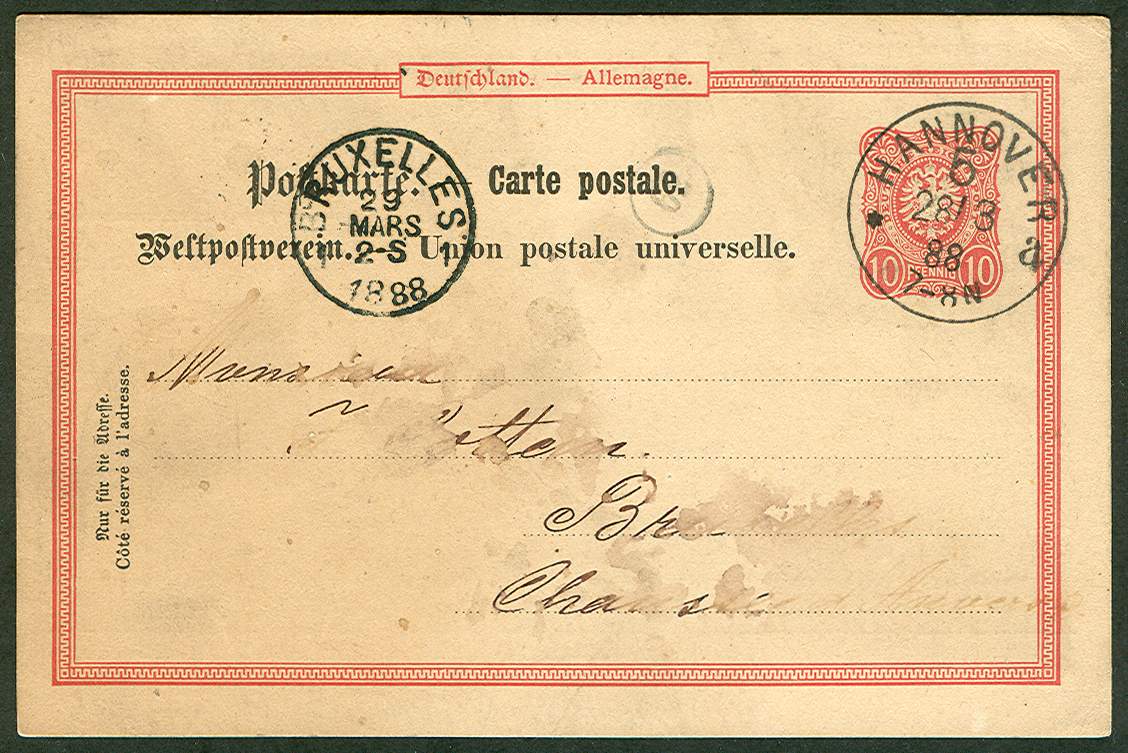
Früher Klaucke-Stempel, 1888 genutzt von Eugen de Haën, Ankunftsstempel Brüssel

Julius Klaucke (* 11. Juli 1826 in Wald; † 4. August 1903 in Solingen) war ein deutscher Unternehmer in Solingen.

## Leben
Julius Klaucke wurde am 11. Juli 1826 in Wald geboren und war von Beruf Graveur und Stempelmacher.
Da Klaucke für die Herstellung seiner Stempelwerkzeuge, im Gegensatz zu den bereits etablierten Lieferanten, gehärteten Gussstahl verwendete, gelang es Klaucke Mitte 1871 mit der Oberpostdirektion – Düsseldorf einen Liefervertrag für Poststempel abzuschließen.
Als Folge des Vertrages produzierte er von 1871 bis 1875 die so genannten Hufeisenstempel (oder auch Klaucke-Hufeisenstempel).
Die General-Verfügung vom 13. Februar 1875 des General-Postamtes Berlin machte es notwendig, dass Klaucke die Form seiner Stempelwerkzeuge überarbeiten musste. So entstand der nach ihm benannte Klaucke-Stempel (Klauckestempel), einen mechanischen Stempel, der sich anhand der für Klaucke charakteristischen Lettern von den anderen Norm-Stempeln der Zeit unterschied.
Frühe Poststücke mit Stempelabdrucken von Stempelwerkzeugen aus der Hand Klauckes bilden eigene Sammelgebiete in der Philatelie, die teilweise sehr hochpreisig sind.
1881 meldete Klaucke als Rechtsnachfolger von Theodor Fischer eine bestimmte Scherenform beim United States Patent Office in den USA zum Patent an.
Julius Klaucke starb am 4. August 1903 in Solingen.